# Chabrang

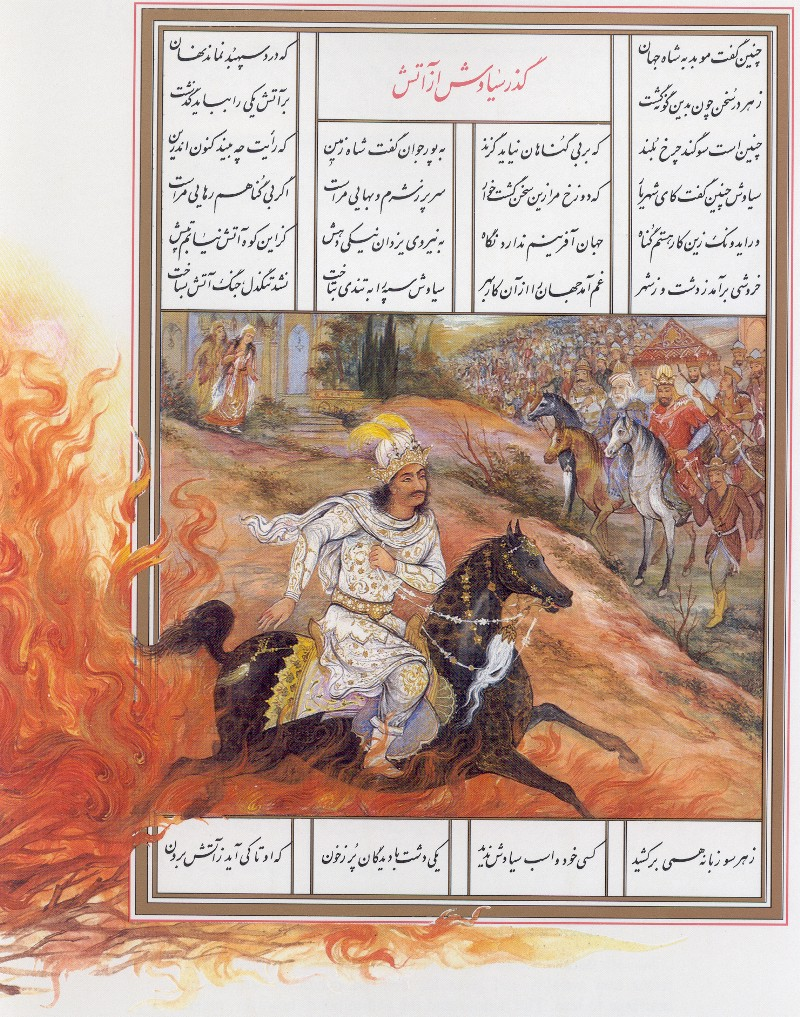
Siavach passant à travers le feu sur son cheval Chabrang pour prouver son innocence.

Chabrang, de son nom complet Chabrang Behzad (en persan : شبرنگ بهزاد / Šabrang Behzâd, littéralement « nuit colorée pure-née »), est, dans la mythologie perse, le cheval du héros Siavach. Son histoire est connue essentiellement par le Livre des Rois de Ferdowsi.

## Histoire
Chabrang apparaît dans le troisième volume du Livre des Rois. Il est la monture de Siavach. Par son nom, Siavach est lié à son cheval, puisque ce dernier signifie « quelqu’un avec un cheval noir ». 
Injustement accusé par Sudabeh la femme du roi, Siavach passe au travers d'un grand feu en chevauchant son étalon Chabrang et en disant le nom de Dieu, afin de prouver son innocence.
Chabrang intervient à nouveau dans l'épisode où Afrasiab a prévu de tuer Siavach. Ce dernier connaît son destin, et se rend auprès de son cheval avant son exécution. Il dit à Chabrang de s'enfuir dans les plaines et de ne jamais se montrer à quiconque, jusqu'à ce que son fils Key Khosrow devienne le souverain de la Perse, afin qu'il soit sa fidèle monture et l'aide à combattre Afrasiab et les ennemis de l'Iran. Chabrang comprend ce qui lui est dit, et disparaît.
Bien plus tard, quand Guiv vient en Iran pour préparer Key Khosrow à devenir roi, il lui parle du cheval de son père et lui montre un lac dans lequel l'animal s'abreuve. Il lui conseille de s'approcher précautionneusement et de lui montrer sa selle et sa bride afin qu'il les reconnaisse. Key Khosrow suit ces conseils, Chabrang le renifle, et il parvient à le toucher.

## Description
Chabrang est un cheval noir, décrit comme particulièrement précieux, très intelligent, fort, agile, et digne de louange par les héros. Siavach le monte lors de ses batailles et s'entraîne avec lui à divers jeux. Chabrang a la particularité de comprendre le langage humain.

## Analyse
De manière générale, les chevaux sont dépeints de manière très positive dans la mythologie perse, la littérature et les croyances associées. Les poètes persans insistent sur leur vivacité, leur puissance, leur noblesse, leur force et leur loyauté envers leur cavalier. À ce titre, Chabrang partage des traits communs avec d'autres chevaux comme Rakhch, Golgoun et Chabdiz, des animaux toujours prêts à venir en aide à leurs maîtres.
Le moment où Siavach relâche Chabrang constitue un point de tension important dans le récit, celui où il l'accepte son destin.